# 성준 (배우)
성준(盛駿, 1990년 7월 10일 ~ )은 대한민국의 배우이자 모델이다.

## 학력
- 대치중학교
- 언남고등학교

## 연기 활동

### 드라마
| 연도 | 제목                    | 역할   | 비고                           |
| ---- | ----------------------- | ------ | ------------------------------ |
| 2011 | 화이트 크리스마스       | 최치훈 | 단막극                         |
| 2011 | 내게 거짓말을 해봐      | 현상희 |                                |
| 2012 | 닥치고 꽃미남 밴드      | 권지혁 |                                |
| 2012 | 습지생태보고서          | 최군   | 단막극                         |
| 2012 | 우리가 결혼할 수 있을까 | 하정훈 |                                |
| 2013 | 구가의 서               | 곤     |                                |
| 2014 | 로맨스가 필요해 3       | 주완   |                                |
| 2014 | 연애의 발견             | 남하진 |                                |
| 2015 | 하이드 지킬, 나         | 윤태주 |                                |
| 2015 | 상류사회                | 최준기 |                                |
| 2016 | 마담 앙트완             | 최수현 |                                |
| 2017 | 완벽한 아내             | 강봉구 |                                |
| 2021 | 마법을 걸다             | 최지우 |                                |
| 2022 | 아일랜드                | 궁탄   |                                |
| 2023 | 사랑이라 말해요         | 윤준   |                                |
| 2024 | 열혈사제 Part Ⅱ         | 김홍식 | 본작의 메인 빌런이자 최종 보스 |
| 2025 | 춘화연애담              | 채준   |                                |

### 웹예능
| 연도   | 방송사 | 제목              | 역할 | 비고 |
| ------ | ------ | ----------------- | ---- | ---- |
| 2024년 | 유튜브 | 나영석의 와글와글 | 12회 |      |

### 영화
| 연도 | 제목            | 역할        | 비고     |
| ---- | --------------- | ----------- | -------- |
| 2012 | 나는 공무원이다 | 민기        |          |
| 2013 | 명왕성          | 유진 테일러 |          |
| 2013 | 무서운 이야기 2 | 동욱        |          |
| 2017 | 어느날          | 영우        | 우정출연 |
| 2017 | 악녀            | 정현수      |          |
| 2021 | 괴기맨숀        | 지우        |          |

## 모델 활동
- 하상백 컬렉션 모델
- 스티브 제이 앤 요니 피 컬렉션 모델
- 가스파드 유르키에비치 컬렉션 모델
- Mw 컬렉션 모델
- 비욘드 클로짓 컬렉션 모델
- 2011 S/S 파리컬렉션 우영미, Rynshu 패션쇼 모델

## 광고
- 2010년 삼성전자 갤럭시 S
- 2012년 하이트진로 드라이피니시D
- 2013년 멜론
- 2014년 코오롱스포츠

## 참여 앨범
- [2012년] 〈닥치고 꽃미남 밴드 OST Part 2〉 - 무단횡단
- [2012년] 〈닥치고 꽃미남 밴드 OST Part 4〉 - Wake Up
- [2012년] 〈닥치고 꽃미남 밴드 OST〉- 오늘은 (Original Dialog), 몰라야 할 말 (Original Dialog)
- [2014년] <로맨스가 필요해 3> - 사랑은 웃는것

## 수상 및 후보
| 연도 | 시상식                     | 부문                               | 작품              | 결과 |
| ---- | -------------------------- | ---------------------------------- | ----------------- | ---- |
| 2012 | KBS 연기대상               | 연작·단막극상                      | 습지생태보고서    | 수상 |
| 2014 | 제7회 스타일 아이콘 어워즈 | 뉴아이콘상                         | 빈칸              | 수상 |
| 2014 | KBS 연기대상               | 미니시리즈부문 남자 우수연기상     | 연애의 발견       | 후보 |
| 2015 | SBS 연기대상               | 미니시리즈부문 남자 우수연기상     | 상류사회          | 후보 |
| 2016 | tvN10 어워즈               | 로코 킹                            | 로맨스가 필요해 3 | 후보 |
| 2024 | SBS 연기대상               | 시즌제 드라마 부문 남자 우수연기상 | 열혈사제 Part Ⅱ   | 수상 |